# Jean Raymond Bourke
Jean Raymond Bourke (* 12. August 1772 in Lorient, Département Morbihan; † 29. August 1847 in Ploemeur) war ein französischer Général de division der Infanterie irischer Herkunft.

## Leben und Wirken
Bourke entstammte einer Offiziersfamilie, deren Vorfahren nach der Schlacht am Boyne (11. Juli 1690) aus Irland emigriert waren und ihre Eigenständigkeit auch in Frankreich bewahrt hatten. Sein Vater Richard Bourke war herzoglicher Stallmeister und seine Mutter Marie-Jacquette Saint-John Hofdame.
Am 10. Januar 1788 trat er als Kadett in die Brigade irlandaise ein, um als Mitglied der Wild Geese die Familientradition fortzuführen. Er konnte sich bald schon durch Tapferkeit auszeichnen und seine Karriere führte ihn vom Sous-lieutenant (10. Juli 1788), Lieutenant (5. September 1792) zum Capitaine (3. November 1792). Bourke war schon früh ein großer Anhänger von Napoleon Bonaparte.
1798 wurde Bourke zum Chef de bataillon befördert und kam in den Stab von General O’Meara. Er nahm an der irischen Expedition teil und fiel dabei den Engländern in die Hände. Im Januar 1799 wurde er „auf Ehrenwort“ aus der Kriegsgefangenschaft entlassen und konnte nach Frankreich zurückkehren.
Bei Napoleons Neuordnung der Grande Armée kam Bourke als Aide-de-camp zu General Charles Victoire Emmanuel Leclerc und begleitete diesen mit dessen Expeditionsheer nach Saint-Domingue (Hispaniola) um den Aufstand unter Führung von Toussaint Louverture niederzuschlagen. 1803 kam er wieder nach Frankreich zurück und wechselte – ebenfalls im Amt eines Aide-de-camp – in den Stab von General Louis-Nicolas Davout. Unter dessen Führung kämpfte er u. a. bei Austerlitz (2. Dezember 1805), Auerstedt (14. Oktober 1806) und Preußisch Eylau (7/8. Februar 1807) und wurde in nahezu allen Kämpfen verwundet.
Es folgten weitere Beförderungen in den Schlachten bei Teugn-Hausen (19. April 1809), Eggmühl (22. April 1809) und Wagram (5./6. Juli 1809) führte Bourke ein eigenes Kommando und wurde ob seiner Tapferkeit und von Napoleon öffentlich belobigt.
1810 wurde Bourke nach Spanien kommandiert (→Napoleonische Kriege auf der Iberischen Halbinsel) und kam in den Stab von Marschall Honoré-Charles Reille. Neben einigen Schlachten nahm er auch an den Belagerungen von Valencia (März 1810), Lleida (April/Mai 1810) und Ciudad Rodrigo (April/Juni 1810) teil.
Im Frühjahr 1811 wechselte Bourke in den Stab von General Louis Gabriel Suchet. Zwei Jahre später konnte er verwundet und hochdekoriert wieder nach Frankreich zurückkehren. Nach der Belagerung von Wesel berief Napoleon Bourke zum Militärgouverneur dieser Stadt. Nach der Schlacht bei Paris (30. März 1814) und Napoleons Abdikation weigerte sich Bourke die Stadt zu übergeben, da er noch keinen persönlichen Befehl seines Kaisers dazu erhalten hatte.
Als Napoleon die Insel Elba verlassen hatte und dessen Herrschaft der Hundert Tage begannen, gehörte Bourke zu den Ersten, die sich wieder zu ihrem Kaiser bekannten. Nach der Schlacht bei Waterloo (18. Juni 1815) wurde Bourke zum Parteigänger der Bourbonen und unterstützte König Ludwig XVIII.
Nach einigen Jahren im vorläufigen Ruhestand betraute man ab Herbst 1819 Bourke wieder mit militärischen Aufgaben. Als Ludwig XVIII. seine Intervention in Spanien vorbereitete, berief man Bourke ebenfalls in den Generalstab. Unter dem Oberbefehl von Louis-Antoine de Bourbon, duc d’Angoulême kämpfte er in Spanien um die Revolution zu beenden und König Ferdinand VII. wieder an die Regierung zu verhelfen.
Bourkes Unterstützung von König Karl X. brachte ihm 1824 die Pairswürde ein und einen Sitz im Chambre des Pairs, dem Oberhaus des Parlaments. Nach der Julirevolution von 1830 zog sich Bourke langsam ins Privatleben zurück. Von König Louis-Philippe I. wurde er am 12. August 1837 offiziell in den Ruhestand verabschiedet. Er ließ sich in Ploemeur nieder und starb dort 17 Tage vor seinem 65. Geburtstag am 29. August 1847.

## Ehrungen
- März 1804 Ritter der Ehrenlegion
- Juni 1804 Offizier der Ehrenlegion
- 7. Juli 1807 Kommandeur der Ehrenlegion
- 16. September 1808 Baron de l’Émpire
- 25. August 1813 Militär-St.-Heinrichs-Orden[1]
- 9. Juli 1814 Ritter des Ordre royal et militaire de Saint-Louis
- 1821 Comte de l’Émpire
- 21. Mai 1823 Kommandeur Ordre royal et militaire de Saint-Louis
- 24. August 1823 Großoffizier der Ehrenlegion
- 4. November 1823 Ferdinandsorden[2]
- 3. April 1824 Pair von Frankreich
- 7. April 1824 Alexander-Newski-Orden[3]
- 29. Oktober 1826 Großkreuz der Ehrenlegion
- Sein Name findet sich am östlichen Pfeiler (20. Spalte) des Triumphbogens am Place Charles de Gaulle (Paris)
- Die Rue Lieutenant Général Bourke in Ploemeur wurde ihm zu Ehren benannt.